# Óscar Herreros Hernández
Óscar Herreros Hernández (Autol, 9 de maig de 1972) és un futbolista riojà, que ocupa la posició de defensa.

## Trajectòria esportiva
Sorgit del planter del CD Logroñés, debuta en primera divisió la temporada 92/93, jugant un partit. Durant les dues següents temporades va seguir apareixent esporàdicament amb el primer equip de Logronyo.
La temporada 95/96 recala al CD Numancia. Al conjunt castellà disposa de la titularitat i aconsegueix un doble ascens, de Segona B a Primera, però, no arribaria a jugar amb el Numancia a la màxima categoria.
Posteriorment, la carrera del defensa ha prosseguit per equips més modestos, com el CD Calahorra.